# Киньдюшев, Иван Иванович
Иван Иванович Киньдюшев (1918—1989) — советский военнослужащий, полковник Советской Армии, участник Великой Отечественной войны, Герой Советского Союза (1944).

## Биография
Иван Киньдюшев родился 12 мая 1918 года в Севастополе. Окончил восемь классов школы и строительный техникум. В 1938 году Киньдюшев был призван на службу в Рабоче-крестьянскую Красную Армию. В 1940 году он окончил Краснодарское военное авиационное училище штурманов. С июня 1941 года — на фронтах Великой Отечественной войны.
К июню 1944 года гвардии майор Иван Киньдюшев был заместителем штурмана 26-го гвардейского авиаполка 2-й гвардейской авиадивизии 2-го гвардейского авиакорпуса АДД СССР. К тому времени он совершил 215 боевых вылетов на бомбардировку скоплений боевой техники и живой силы противника, его военных объектов, 190 из которых — в тёмное время суток.
Указом Президиума Верховного Совета СССР от 19 августа 1944 года за «образцовое выполнение боевых заданий командования по уничтожению живой силы и техники противника и проявленные при этом мужество и героизм» гвардии майор Иван Киньдюшев был удостоен высокого звания Героя Советского Союза с вручением ордена Ленина и медали «Золотая Звезда» за номером 4438.
После окончания войны Киньдюшев продолжил службу в Советской Армии. В 1951 году он окончил Военно-воздушную академию. С 1956 по 1958 годы начальник штаба 73 тяжёлой бомбардировочной авиационной дивизии в гарнизоне Украинка Амурской области. В 1960 году — Военную академию Генерального штаба. В 1973 году в звании полковника Киньдюшев был уволен в запас. Проживал в Москве.
Умер 18 мая 1989 года, похоронен на Кунцевском кладбище Москвы (10 уч.).
Был также награждён тремя орденами Красного Знамени, орденами Александра Невского, Отечественной войны 1-й степени, Красной Звезды, рядом медалей.